# Villa Alte Ziegelei

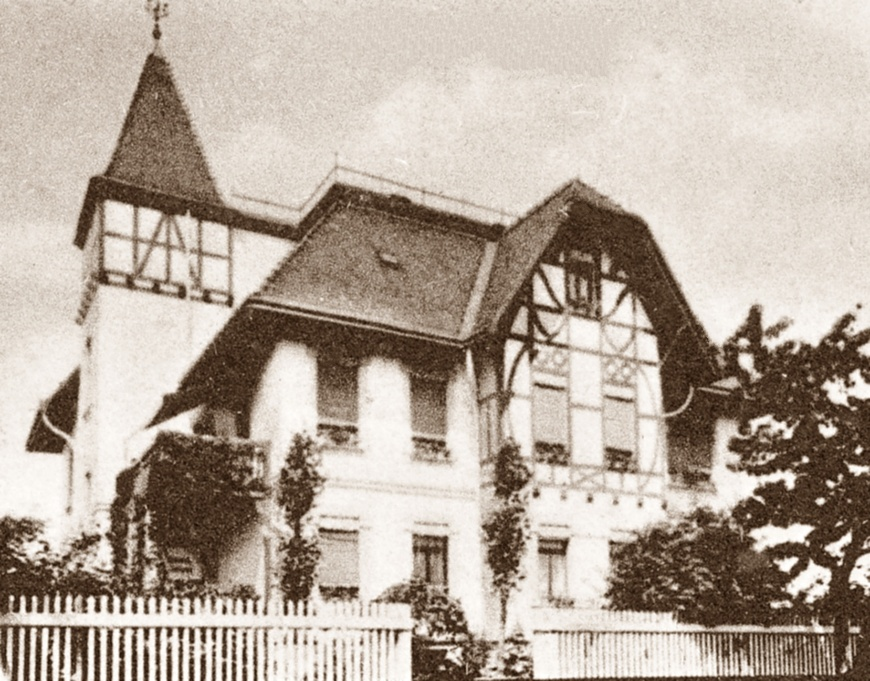
Villa Alte Ziegelei zu Lobstädt auf einer Postkarte von 1906

Die Villa Alte Ziegelei liegt im Ortsteil Lobstädt der sächsischen Gemeinde Neukieritzsch in der Glück-Auf-Straße 11. Der strukturprägende, unter Denkmalschutz stehende Villenbau wurde um 1900 als Wohn- und Geschäftshaus zur örtlichen Dampfziegelei errichtet.

## Beschreibung
Das zweigeschossige Gebäude ruht auf einem Souterrain mit einem Sockel aus Betonwerkstein. Darüber befinden sich das als Hochparterre ausgebildete Erdgeschoss, das vom Obergeschoss optisch durch ein in Werkstein ausgeführtes Gurtgesims getrennt wird, sowie eine vollausgebaute Mansarde unter einem weit überkragenden Plattformdach mit Biberschwanzdeckung und Kunstschmiede-Brüstung.
Ein auf rechteckiger Grundfläche stehender, im oberen Bereich mit Zierfachwerk gestalteter Treppenturm an der Südseite des Gebäudes, dessen gedeckter Helm mit Windrose und Wetterfahne als Turmbekrönung die Firstlinie des Objekts um ein Drittel überragt, dominiert die Ansicht der Villa, die straßenseitig zudem durch einen Mittelrisalit mit grünem Jugendstil-Zierfachwerk und ornamentalen Putzflächen unter einem weit öffnenden, von verzierten Kopfbändern getragenen Krüppelwalm geprägt wird.
Die braunen Holzsprossenfenster werden von massiven Sohlbänken, Gewänden und Stürzen mit Tropfenornamentik umschlossen und mit Lambrequins geschmückt. Ein großes, dreigliedriges Fenster im Obergeschoss rechts vom Risalit sowie ein kleineres Fenster mit Fensterläden im Dachgeschoss in der Mitte des Risalits unterbrechen die sechsachsige Fenstergliederung der Straßenansicht.

## Geschichte

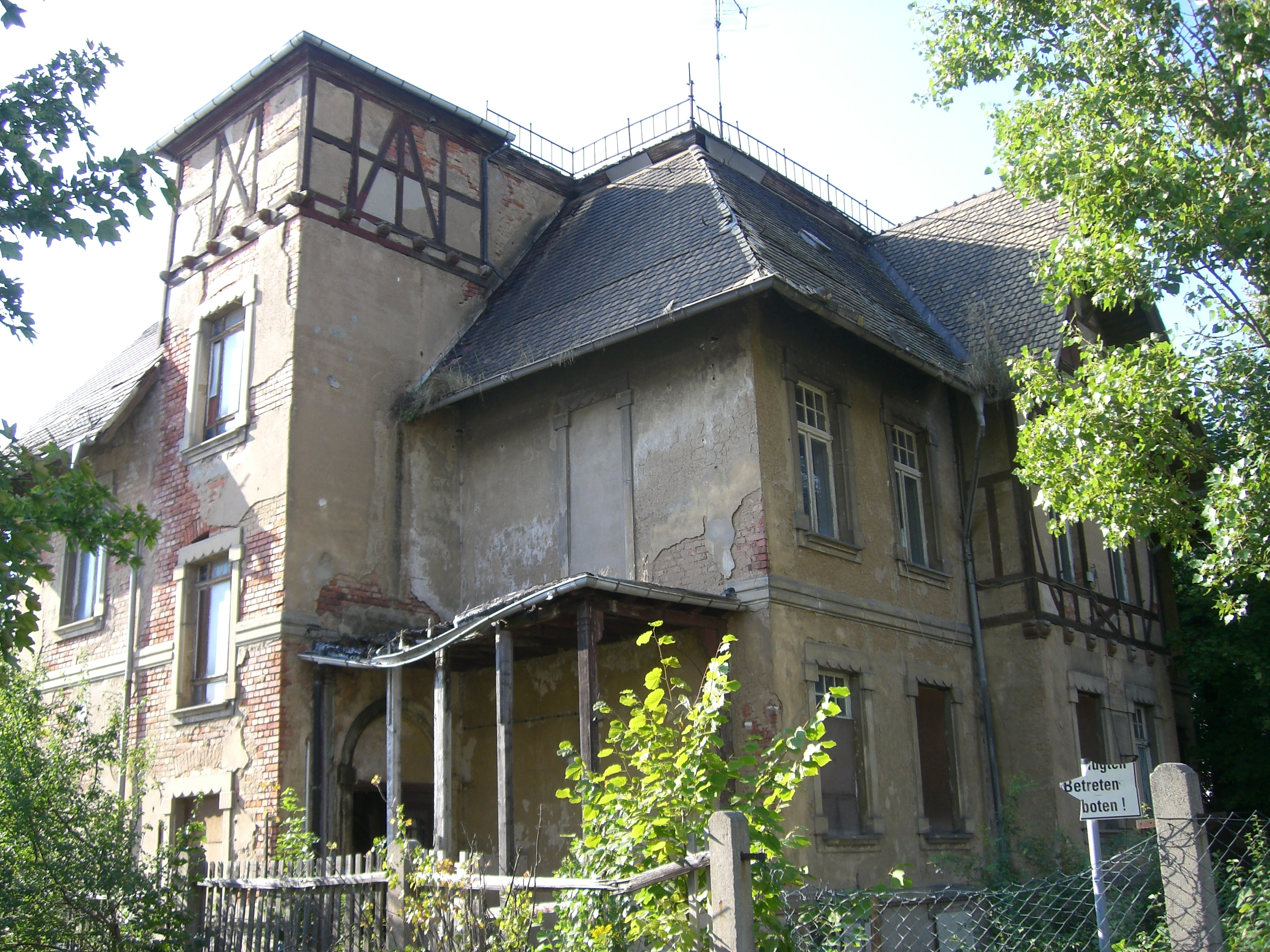
Villa Alte Ziegelei zu Lobstädt, Südostansicht im Sommer 2015

Das Kulturdenkmal wurde um 1900 von den aus Leipzig stammenden Besitzern der örtlichen Dampfziegelei auf dem Fabrikgrundstück zu Wohn- und Geschäftszwecken erbaut. Der früheste kartographische Nachweis der Ziegelei stammt aus dem Jahre 1903. Die Ziegelei mit Fabrikantenvilla gelang anschließend in den Besitz der Kohlewerke Dora und Helene, spätestens ab den 1930er-Jahren in die Hand der Deutschen Erdöl AG (DEA). Nach 1945 wurde die Ziegelei als VEB weiterbetrieben und dem Baustoffkombinat Geithain unterstellt. Zu dieser Zeit erfuhr das Villengebäude im Inneren mehrere Umbaumaßnahmen hinsichtlich der Wohnraumaufteilung, wobei auch verschiedene Schmuckelemente wie Türzargen, Stuckdecken, Öfen und Bleigläser entfernt wurden. Der Turmhelm war nach dem Zweiten Weltkrieg baufällig und wurde zu Beginn der 1960er-Jahre abgerissen. Ebenfalls zu DDR-Zeiten wurden die hölzernen Balkonanlagen und die Eingangsloggia teilweise rückgebaut und deren Zugänge vermauert.
In den 1980er Jahren erfolgte eine Teilsanierung der Dachhaut sowie der Fenster auf der Gebäuderückseite, wobei die ursprünglichen Holzkastenfenster entfernt und die Lichtmaße verändert wurden. Nach einem Brand steht das Objekt seit 1997 leer.
Seit 2018 wird das Denkmal umfassend saniert und für Wohnzwecke ausgebaut.